# 中央高地 (フランス)

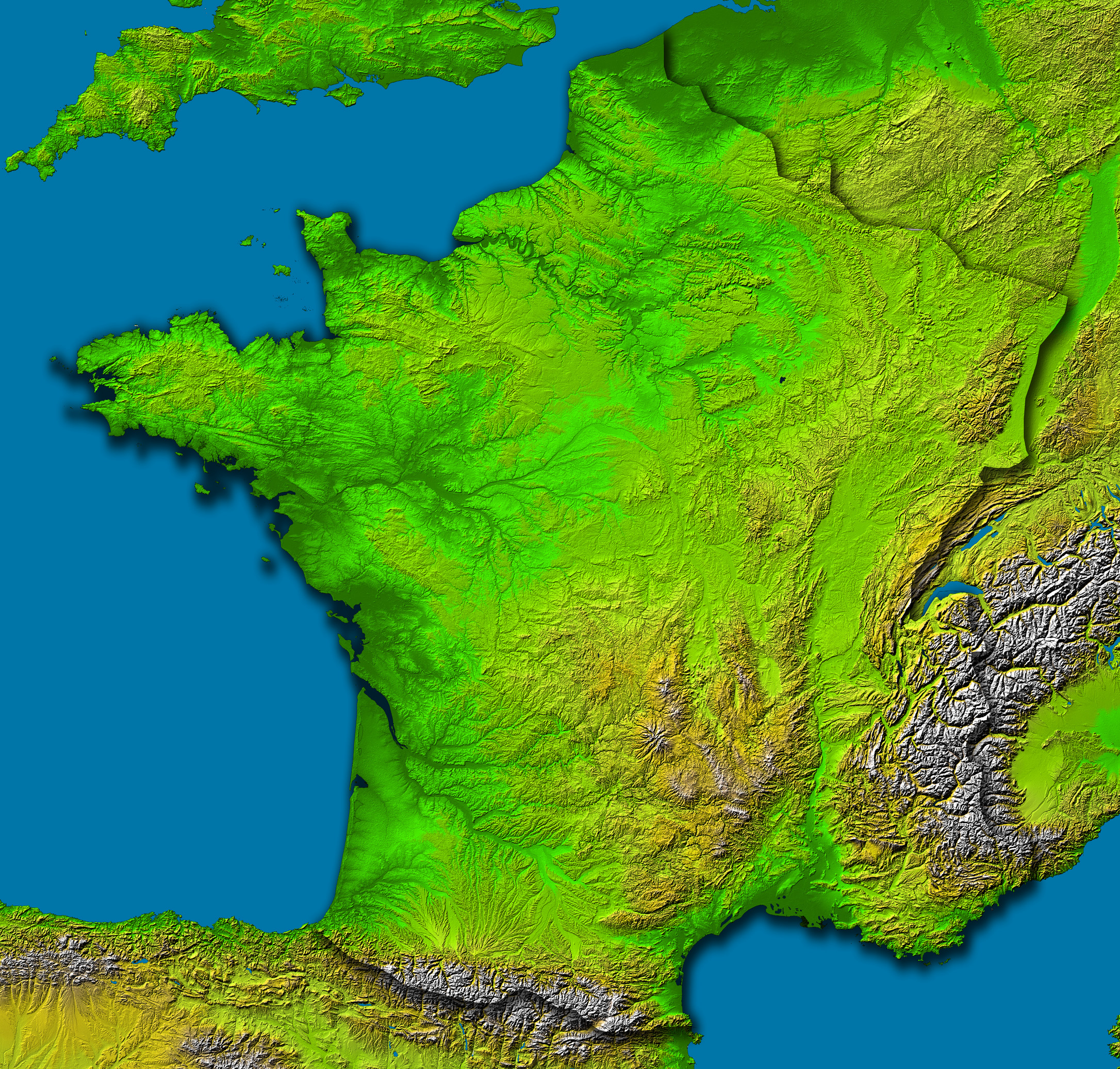
NASA Shuttle Topography Radar Missionで見たフランス。中央高地はフランス南部のオレンジ色の塊で、東のアルプス山脈と西のピレネー山脈の間にある。

フランスの中央高地（ちゅうおうこうち、フランス語：Massif Central、オック語：Massís Central / Massís Centrau、アルピタン語:Massis centrâl）は、フランス南部の地域で、山地や台地からなる。日本語では中央山地、中央山塊、マッシフセントラル、マッシフサントラル、マシーフサントラルとも表記される。フランス国土のおよそ 1⁄6 の面積を占める。
1万年前に終了した火山活動の結果、中央高地の山地はアルプス山脈から切り離され、ローヌ川によって南北に作られた裂け目が形成された。この裂け目はフランス語でsillon rhodanien（ローヌ川のみぞ）と呼ばれる。
長い間交通の障害となっていたが、高速道路A75の開通によってフランス南北の旅行が便利となり、中央高地自体も開発されることとなった。ミヨー橋を参照。

## 県と地域圏
次の県は、一般的に中央高地の一部と見なされる。アリエ県、アヴェロン県、カンタル県、コレーズ県、クルーズ県、オート＝ロワール県、オート＝ヴィエンヌ県、ロワール県、ロット県、ロゼール県、ピュイ＝ド＝ドーム県である。
地域圏のうちオーヴェルニュ地域圏とリムーザン地域圏は、中央高地の一部である。ミディ＝ピレネー地域圏とローヌ＝アルプ地域圏の一部は、中央高地にかかっている。
中央高地でもっとも大きな都市は、観光都市として名高いクレルモン＝フェランと、前近代から現代に至るまで兵器産業が盛んなサン＝テティエンヌである。

## 山と台地

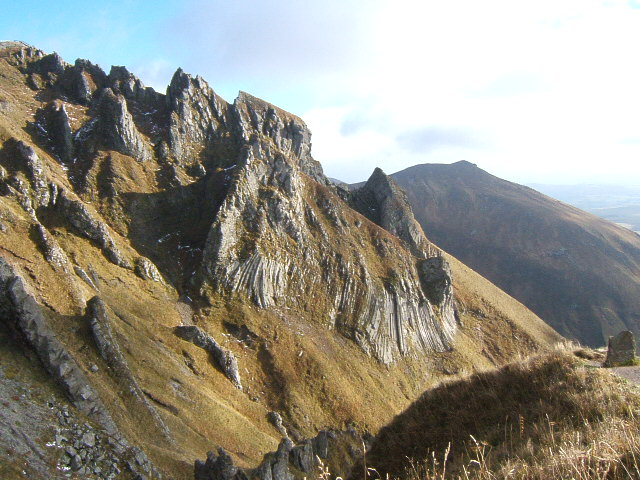
ピュイ・ド・サンスィの凝固した溶岩

### 山
- ピュイ・ド・サンシー（fr:Puy de Sancy）（1886m）
- プロム・デュ・カンタル（fr:Plomb du Cantal）（1855m）
- ピュイ・マリ（fr:Puy Mary）（1787m）
- モン・ロゼール（fr:Mont Lozère）（1702m）、火山以外ではもっとも高い
- モン・テグアル（fr:Mont Aigoual）（1567m）、ル・ヴィガンの近く
- ピュイ・ド・ドーム（fr:Puy de Dôme（1464m）

### 台地
- ラルザック（fr:Larzac）
- ミルヴァシュ台地（fr:Plateau de Millevaches）